# El perro de Flandes (anime)
El perro de Flandes (フランダースの犬 "Furandâsu no inu"?, Perro de Flandes) es una serie de anime  basada en la novela A Dog of Flanders ("Un perro de Flandes") de Marie Louise de la Ramée. La serie fue emitida originalmente en Japón en el año 1975, como parte del contenedor infantil World Masterpiece Theater o Meisaku de Nippon Animation. El contenedor había producido una gran variedad de series de animación basadas en diferentes obras literarias infantiles; entre ellas estaban "Heidi" (1974) y "Marco" (1976).  En España, la serie fue emitida varias veces a través de diferentes canales, entre ellos Televisión Española, Antena 3 y Telecinco.

## Producción
Los animadores llevaron a cabo una exhaustiva investigación sobre el Flandes del siglo XIX, aunque hay que decir que muchos rasgos de la serie no son flamencos, sino típicamente holandeses (el sombrero de la niña y los tulipanes, por ejemplo). Los edificios representados en la serie se inspiraron en el museo al aire libre Bokrijk. Aunque ha habido algunos cambios con respecto a la historia original de Marie Louise de la Ramée, se ha sido fiel a la hora de mantener la exactitud del argumento.
Isao Takahata y Hayao Miyazaki también trabajaron en la serie, respectivamente como artista de storyboard y animador clave del episodio 15.
Dog of Flanders se emitió en Fuji TV entre el 5 de enero y el 28 de diciembre de 1975. Al haber entrado en producción antes que Zuiyo Eizo y la división Nippon Animation, los episodios #1-26 del anime aún se acreditaron originalmente a Zuiyo y se emitieron en la serie Calpis Comic Theater. En posteriores ediciones en DVD se mantuvo la tarjeta de título Calpis Children's Theater en los 52 episodios.

## Argumento
El pequeño Nicolás es un muchacho de familia pobre, pero de carácter alegre. Sus padres han muerto y por esa razón trabaja vendiendo leche con su abuelo. Este no goza de buena salud y por eso él se preocupa de llevar a cabo la labor solo, permitiendo descansar a su abuelo. Un día su mejor amiga, la dulce Marta, le pide a Nicolás que le traiga algunos caramelos de fresa del mercado del pueblo y es así como Nicolás se encuentra con el desdichado perro Patrash, víctima del abuso de su cruel amo. Nicolás se compadece por el perro y se lo lleva con él; ahí empieza una gran amistad entre el muchacho y el perro. Patrash le está muy agradecido a Nicolás por su compasión y se asegura de poder servirle con su ayuda en el trabajo, tirando del carro de la leche. Los problemas vienen más adelante cuando el dinero empieza a hacer más falta; Nicolás ha de pensar en su futuro y en cómo cuidar de su abuelo. Así descubre su gran talento por el arte y la pintura; sueña con ser pintor, pero desgraciadamente, no hay muchos que estén de acuerdo en que eso es un buen porvenir.

## Temas musicales
- Japón: (Inicio) "Yoake no Michi", (Cierre) "Dokomademo Arukou ne" cantadas por Kumiko Ōsugi.
- España: Los temas originales japoneses en el primer doblaje de 1978 en TVE.
- España: Temas alemanes en el redoblaje de Tele 5 en los 90.

## Episodios
- 1. Nicolás
- 2. En el bosque con Marta
- 3. En Amberes
- 4. Los nuevos amigos de Nicolás
- 5. Patrash
- 6. Ánimo Patrash
- 7. Patrash se recupera
- 8. Abuelo, Patrash a ladrado
- 9. Recuerdos de un cascabel
- 10. El broche de Marta
- 11. El campo de tulipanes de Elena
- 12. La hucha de Pedro
- 13. Un molino en la época de Napoleón
- 14. Un sueño en el cielo
- 15. El viejo libro de cuentos
- 16. Un block de dibujo de diez céntimos
- 17. En una colina debajo de un árbol
- 18. Blaky, la pata traviesa
- 19. Un quincallero llega a la ciudad
- 20. Amigos para siempre
- 21. La tía de Marta
- 22. Llegan los regalos de Inglaterra
- 23. El cumpleaños de Marta
- 24. El retrato de Marta
- 25. Marta desaparece
- 26. Adiós Marta
- 27. Un regalo para Nico
- 28. Una dama muy amable
- 29. Los dos cuadros
- 30. Cita en la nieve
- 31. La decisión de Nico
- 32. Un roble gigantesco
- 33. Cuando se escribe
- 34. La Sra. Marila
- 35. Bienvenida a casa
- 36. Una buena noticia
- 37. Buenas noticias
- 38. El sueño de Nicolás
- 39. Las dos banderas
- 40. El trabajo
- 41. Un largo camino
- 42. El nuevo vecino
- 43. La ayuda de Marta
- 44. Un regalo
- 45. Nicolás se queda solo
- 46. El retrato del abuelo
- 47. Un incendio en el molino
- 48. De nuevo soledad
- 49. Lo terminé
- 50. Los resultados
- 51. Dos mil francos
- 52. Buscando a Nicolás